# Општина Долхаска (Сучава)
Долхаска (рум. Dolhasca) општина је у Румунији у округу Сучава.
Oпштина се налази на надморској висини од 224 m.